# Генеральная прокуратура Кыргызской Республики
Прокуратура Кыргызской Республики — надзорный орган, непосредственно подотчетный Президент Кыргызстана, который осуществляет свои полномочия независимо от других государственных органов и должностных лиц. Осуществляющий надзор за точным и единообразным исполнением законов Кыргызской Республики.

## Функции
В соответствии со статьей 105
Прокуратура составляет единую систему, на которую возлагается:
1) надзор за точным и единообразным исполнением законов органами исполнительной власти, а также другими государственными органами, перечень которых определяется конституционным законом, органами местного самоуправления и должностными лицами указанных органов;
2) надзор за соблюдением законов органами, осуществляющими оперативно-розыскную деятельность, следствие;
3) надзор за соблюдением законов при исполнении судебных решений по уголовным делам, а также при применении мер принудительного характера, связанных с ограничением личной свободы граждан;
4) представительство интересов гражданина или государства в суде в случаях, определенных законом;
5) поддержание государственного обвинения в суде;
6) возбуждение уголовных дел в отношении должностных лиц государственных органов, перечень которых определяется конституционным законом, с передачей дел на расследование в соответствующие органы, а также уголовное преследование лиц, имеющих статус военнослужащих.

## Генеральные прокуроры Кыргызской Республики
| №  | Ф.И.О.                          | Дата начала и окончания работы на посту |
| -- | ------------------------------- | --------------------------------------- |
| 1  | Баекова Чолпон                  | 1990 — 1993                             |
| 2  | Шаршеналиев Асанбек             | 1993 — 2000                             |
| 3  | Абышкаев Чубак                  | 2000 — 2002                             |
| 4  | Абдылдаев Мыктыбек              | 2002 — 2005                             |
| 5  | Суталинов Мурат                 | 23 марта 2005                           |
| 6  | Бекназаров Азимбек              | 24 марта 2005 — 19 сентября 2005        |
| 7  | Табалдиев Бусурманкул           | 2005                                    |
| 8  | Конгантиев Камбаралы            | 2005 — 2007                             |
| 9  | Сатыбалдиев Эльмурза            | 2007 — 2009                             |
| 10 | Турсункулов Нурлан              | 2009 — 2010                             |
| 11 | Ибраев Байтемир                 | 7 апреля 2010 — 13 сентября 2010        |
| 12 | Байболов Кубатбек               | 2010 — 2011                             |
| 13 | Салянова Аида                   | 31 марта 2011 — 22 января 2015          |
| 14 | Джолдубаева Индира              | 29 января 2015 — 2018                   |
| 15 | Джамшитов Откурбек              | 26 апреля 2018 - 2020г                  |
| 16 | Зулушев Курманкул Токторалыевич | 21 октября 2020 - 2024                  |
| 17 | Асаналиев Максат Кубатович      | 5 июня 2024 - н. в                      |

## История
14 октября 1924 года II сессия ВЦИК утвердила положение о национальном размежевании, кыргызскому народу представилось право выйти из состава Туркестанского АССР и образовать Кара-Киргизскую автономную область в составе РСФСР. В состав автономной области вошли 4 округа (Пишпекский, Каракол-Нарынский, Джалал-Абадский и Ошский) и 75 волостей.
Для временного управления автономной областью Президиум ВЦИК 21 октября 1924 года и IV Чрезвычайная сессия ЦИК Туркреспублики 18 ноября 1924 года постановили образовать Революционный комитет Кара-Киргизской автономной области.
Постановлением президиума Ревкома автономии 22 ноября 1924 года была образована прокуратура. Эта дата считается официально днем рождения органов прокуратуры республики.
Областная прокуратура была организована 29 ноября 1924 года.
В 1924—1925 годах были образованы следующие участковые
прокуратуры:
— 1 декабря 1924 г. — Окружная прокуратура по Ошскому округу;
— 7 января 1925 г. — Окружная прокуратура по Каракол- Нарынскому
округу;
— 5 мая 1925 г. — Окружная прокуратура по Пишпекскому округу.
По архивным данным, первым прокурором Кара-Киргизской автономной области был назначен Михаил Петрович Безносиков (29.11.1924 г. — 15.02.1925 г.).
Первоначально, прокуратура в Кара-Киргизской автономной области находилась в системе наркомата юстиции.
25 мая 1925 года Кара-Киргизская автономная область была переименована в Киргизскую автономную область, в связи, с чем прокуратура стала называться прокуратурой Киргизской автономной области.
В эти годы на прокуратуру были возложены функции:
осуществления надзора от имени государства за законностью действий всех органов власти, хозяйственных учреждений, общественных, частных организаций и частных лиц путём возбуждения уголовного преследования против виновных и опротестования нарушающих закон постановлений; непосредственное наблюдение за деятельностью следственных органов дознания в области раскрытия преступлений, а также за деятельностью органов Государственного Политического Управления; поддержание обвинения в суде; наблюдение за правильностью содержания заключенных под стражей; поддержание тесной связи с массами трудящихся; правовая защита женщин.
В эти годы ввиду незначительности личного состава прокуратуре Киргизской автономной области пришлось ограничить своё наблюдение преимущественно за постановлениями в смысле правильности применения закона областного и окружных центров.
1 февраля 1926 года в связи с образованием Киргизской автономной республики областная прокуратура Киргизской автономной области была реорганизована в прокуратуру КиргАССР, которая также оставалось в подчинении народного комиссариата юстиции.
В состав прокуратуры КиргАССР входили прокуратуры областей и районов.
В функции прокуратуры входило:
— введение следствия по уголовным делам;
— надзор за судами и милицией;
— разбор жалоб и заявлений трудящихся.
В этот период советская прокуратура представляла собой систему государственных органов, призванных осуществлять надзор за соблюдением социалистической законности, надзор и руководство деятельностью органов предварительного следствия и поддержание от имени государства обвинения на суде. Она имела своей главной обязанностью следить за точным и неуклонным исполнением советских законов как учреждениями и должностными лицами, так и отдельными гражданами, вести решительную борьбу со всеми случаями нарушения закона, кем бы эти нарушения не были допущены.
В 1929 году перед руководством республики вплотную стал вопрос о необходимости организации юридических курсов, а следом, и правовой школы.
В конце года для подготовки и переподготовки кадров для судебно-следственных органов республики с шестимесячным сроком обучения были открыты юридические курсы. Их комплектование сопровождалось немалыми трудностями. Предполагалось, что курсантами станут 15 практических работников и 15 выдвиженцев-активистов из рабочих, крестьян и служащих.
Но все трудности были преодолены, и в июне 1930 года первые выпускники курсов направляются на практическую судебно-следственную и прокурорскую работу. В 1934 году краткосрочные курсы были преобразованы в постоянно действующую одногодичную правовую школу при Наркомюсте Киргизской ССР. В 1935 году её первый выпуск был направлен на работу районными прокурорами, народными судьями, народными следователями, членами коллегии защитников и судебными исполнителями.
В этот же период структура наркомата юстиции, Главного суда и прокуратуры республики претерпела некоторые организационные изменения.
Если ранее народный комиссар юстиции одновременно являлся и Прокурором республики, то с 1931 года первый заместитель наркомата юстиции одновременно стал Прокурором.
Прокуратура Киргизской АССР сыграла в своё время важную роль в установлении на её территории единой законности, усилении общего надзора, в борьбе с бытовыми преступлениями, в раскрепощении женщин, в защите прав и интересов трудящихся, в проведении таких важнейших экономических и социальных мероприятий, как осуществление земле- и водоустройства, в проведении земельно- водной реформы, оседании кочевников, участии трудящихся масс в политической жизни Киргизской АССР. Об этом свидетельствуют архивные материалы, литературные источники.
20 июня 1933 года была образована Прокуратура Союза ССР.
Прокуратура Киргизской АССР была реорганизована в прокуратуру Киргизской ССР 1 августа 1936 г., в связи с передачей 20 июля 1936 г. в прокуратуру СССР из народных комиссаров юстиции союзных республик всех прокурорско-следственных органов.
Функциями органов прокуратуры Киргизской ССР являлись:
— надзор за исполнением законов учреждениями, организациями,
должностными лицами и гражданами СССР;
— надзор за исполнением законов в деятельности органов дознания и
предварительного следствия;
— надзор за законностью и обоснованностью приговоров, решений,
определений и постановлений судебных органов;
— надзор за соблюдением законности в местах лишения свободы.
30 ноября 1979 года был принят Закон о прокуратуре СССР, в котором впервые законодательно закреплялось то, что органы прокуратуры составляют единую и централизованную систему — прокуратуру СССР, возглавляемую Генеральным прокурором СССР, с подчинением нижестоящих прокуроров вышестоящим.
Прокуратура КиргССР, как составная часть единой и централизованной системы прокуратуры СССР, выполняла жизненно важные задачи.
Деятельность органов прокуратуры Киргизской ССР полностью подчинялось требованиям, указаниям, директивам Прокуратуры СССР в соответствии с её основными принципами — единством и централизацией.
Органы прокуратуры Киргизской ССР проводили борьбу за сохранность общественного имущества, имущества колхозов и других кооперативных организаций, а также граждан. Органы прокуратуры уделяли большое внимание рассмотрению жалоб и заявлений граждан, организаций.
После принятия в 1977 году четвёртой по счету Конституции СССР на прокуратуру возложили обязанность осуществлять надзор не только за точным, но и единообразным исполнением законов. Причем высший надзор возлагался не только на Генерального, но и на всех ему подчиненных прокуроров в пределах их компетенции, чего не было в прежнем Основном Законе.
Киргизская Республика с самого первого дня своего становления как суверенного государства приступила к укреплению конституционного строя и правовой системы, неразрывным элементом которой является прокуратура.
В декабре 1993 года прошло предварительное обсуждение проекта Закона о Прокуратуре Киргизской Республики в постоянной комиссии Жогорку Кенеша и было рекомендовано включить в повестку дня предстоящей парламентской сессии обсуждение проекта Закона о прокуратуре. Ранее разработанный проект закона о прокуратуре не отражал потребностей дня, задач перехода к рыночной экономике, построения правового государства, поэтому проект закона не был включен в повестку дня деятельности сессии парламента. В проект Закона о прокуратуре Киргизской Республики были внесены изменения и дополнения, и в декабре 1993 года он был принят Жогорку Кенешем, став нормативным актом о прокуратуре Кыргызстана. Закон явился крупным шагом в стабилизации системы, оформлении её государственно-правового статуса, внеся определенность в её надзорные правомочия.
В 2009 году был принят Закон КР «О прокуратуре». Этот закон создал дополнительные условия для повышения эффективности работы прокуратуры в процессе реализации политики суверенного кыргызского государства.
В принятом в 2012 году Законе КР «О прокуратуре», в качестве приоритетного направления определена функция надзора за соблюдением прав и свобод человека и гражданина.